# UTC+10:00

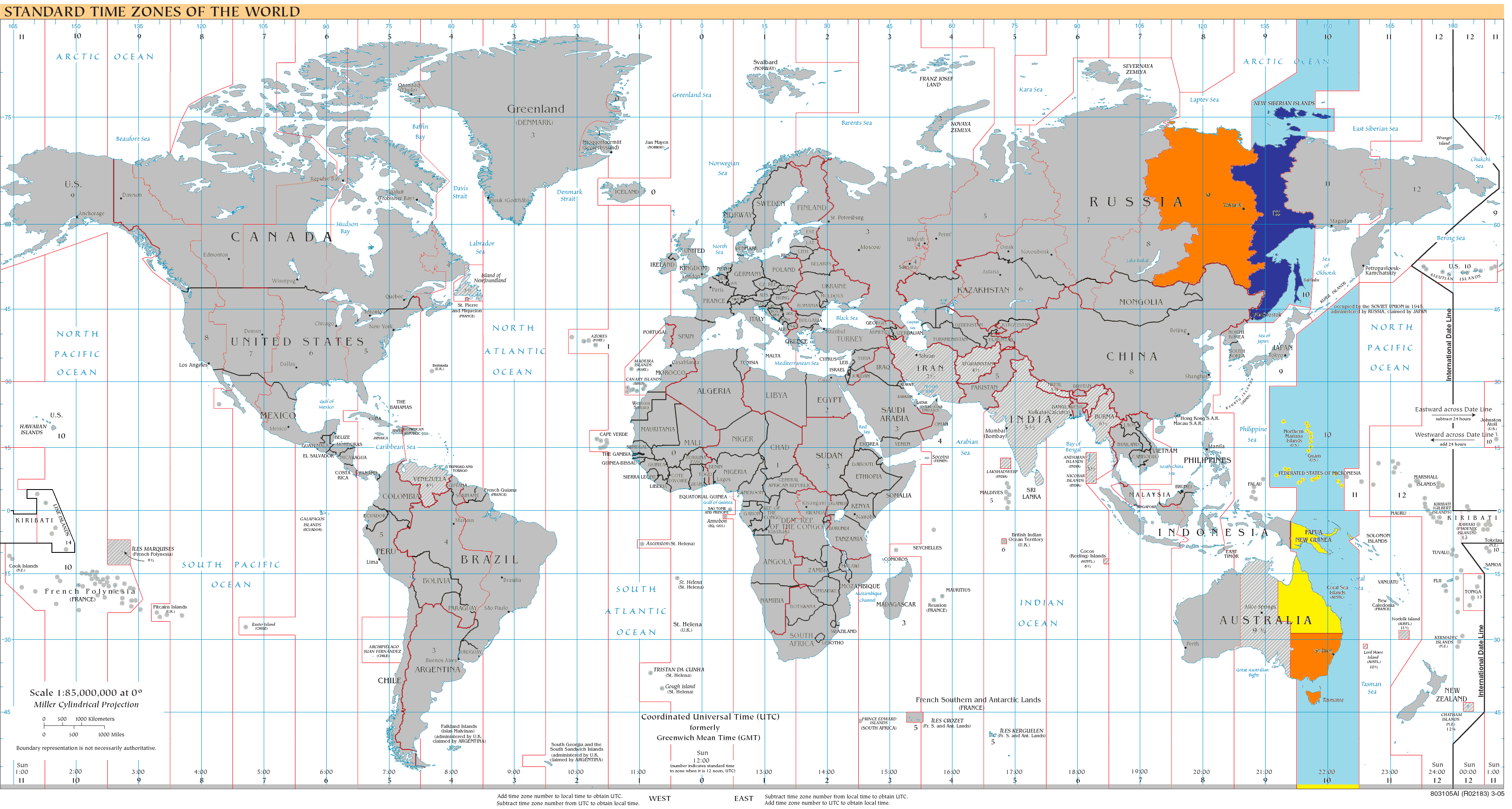
území, kde čas UTC+10 platí celoročně
území, kde čas UTC+10 platí sezónně v zimním období
území, kde čas UTC+10 platí sezónně v letním období
území, kde čas UTC+10 neplatí
mořské plochy spadající do pásma UTC+10
mořské plochy nespadající do pásma UTC+10
Poznámka: Stav k roku 2008

UTC+10:00 je zkratka a identifikátor časového posunu o +10 hodin oproti koordinovanému světovému času. Tato zkratka je všeobecně užívána.
Existují i jiné zápisy se stejným významem:
- UTC+10 — zjednodušený zápis odvozený od základního[1]
- K — jednopísmenné označení používané námořníky, které lze pomocí hláskovací tabulky převést na jednoslovný název (Kilo).[2]

Zkratka se často chápe ve významu časového pásma s tímto časovým posunem. Odpovídajícím řídícím poledníkem je pro tento čas 150° východní délky, čemuž odpovídá teoretický rozsah pásma mezi 142°30′ a 157°30′ východní délky.

## Jiná pojmenování
| zkratka | česky             | anglicky                         | poznámka                                             | odkaz  |
| AEST    | -                 | Australian Eastern Standard Time | viz časová pásma v Austrálii                         | [ 4 ]  |
| CHUT    | -                 | Chuuk Time                       | viz časová pásma ve Federativních státech Mikronésie | [ 5 ]  |
| ChST    | -                 | Chamorro Standard Time           | viz časová pásma v USA                               | [ 6 ]  |
| DDUT    | -                 | Dumont-d'Urville Time            | viz časová pásma ve Francii                          | [ 7 ]  |
| PGT     | -                 | Papua New Guinea Time            | viz časová pásma na Papuji Nové Guineji              | [ 8 ]  |
| VLAT    | vladivostocký čas | Vladivostok Time                 | viz časová pásma v Rusku                             | [ 9 ]  |
| YAKST   | -                 | Yakutsk Summer Time              | neaplikuje se                                        | [ 10 ] |
| YAPT    | -                 | Yap Time                         | neaplikuje se                                        | [ 11 ] |

## Úředně stanovený čas
Čas UTC+10:00 je používán na následujících územích, přičemž standardním časem se míní čas definovaný na daném území jako základní, od jehož definice se odvíjí sezónní změna času.

### Celoročně platný čas
- Antarktická základna Dumont d'Urville — standardní čas[13]
- Austrálie — standardní čas platný na části území (Queensland)
- Federativní státy Mikronésie — standardní čas na části území (státy Chuuk a Yap)
- Guam (USA) — standardní čas na tomto ostrově
- Papua Nová Guinea — standardní čas platný na části území[p 5]
- Rusko — standardní čas platný na části území (Chabarovský kraj, Přímořský kraj, Židovská autonomní oblast, částečně Sacha[p 6])
- Severní Mariany (USA) — standardní čas na tomto souostroví

### Sezónně platný čas
- Austrálie — standardní čas platný[p 7] na části území (Nový Jižní Wales,[p 8] Tasmánie,[p 9] Teritorium hlavního města Austrálie, Teritorium Jervisova zátoka a Victoria)